# Miguel España
Miguel España Garcés (31 de gener de 1964) és un exfutbolista mexicà.

## Selecció de Mèxic
Va formar part de l'equip mexicà a la Copa del Món de 1986.